# Diacilglicerol
O diacilglicerol (DAG) é um segundo mensageiro originado a partir da clivagem de fosfatidil-inositol-4,5-bifosfato (PIP2), pela ação da enzima fosfolipase C quando esta é ativada pela subunidade alfa da proteína Gq. Uma das atividades de DAG é a ativação da proteína-cinase C, que é responsável pela fosforilação de diversas proteínas-alvos. Os ácidos gordos são esterificados nos carbonos 1 e 2 ou 1 e 3, pelo que existem 1,2-diacilglicerídeos e 1,3-diacilglicerídeos .

## Utilizar como aditivo alimentar
Os mono e os diacilglicerídeos são aditivos alimentares utilizados como emulsionantes para misturar certos ingredientes que são, em princípio, imiscíveis.
As fontes comerciais são de origem animal (derivados de carne de bovino ou de porco) ou de origem vegetal, derivadas principalmente de óleo de soja e de canola (colza) parcialmente hidrogenado. Também podem ser produzidos sinteticamente. Podem ser adicionados a produtos de panificação, bebidas, gelados, pastilhas elásticas, gordura alimentar, margarina, etc.